# Grattan H. Wheeler

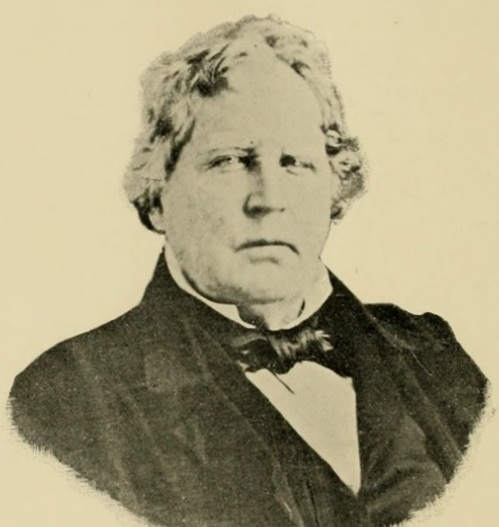
Grattan H. Wheeler

Grattan Henry Wheeler (* 25. August 1783 bei Providence, Rhode Island; † 11. März 1852 in Wheeler, New York) war ein US-amerikanischer Politiker. Zwischen 1831 und 1833 vertrat er den Bundesstaat New York im US-Repräsentantenhaus.

## Werdegang
Grattan Henry Wheeler wurde ungefähr zwei Wochen vor dem Ende des Unabhängigkeitskrieges im Providence County geboren. Er besuchte öffentliche Schulen und eine Preparatory School. Die Familie zog dann nach New York und ließ sich um 1800 im Steuben County nieder. Er war bei Wheeler (New York) als Landwirt und Waldarbeiter tätig. Dann saß er 1822, 1824 und 1826 in der New York State Assembly und zwischen 1826 und 1830 im Senat von New York. Politisch gehörte er zu jener Zeit der Anti-Masonic Party an.
Bei den Kongresswahlen des Jahres 1830 für den 22. Kongress wurde Wheeler im 28. Wahlbezirk von New York in das US-Repräsentantenhaus in Washington, D.C. gewählt, wo er am 4. März 1831 die Nachfolge von John Magee antrat. Er erlitt bei seiner erneuten Kandidatur 1832 eine Niederlage und schied dann nach dem 3. März 1833 aus dem Kongress aus.
Nach seiner Kongresszeit ging er seinen früheren Geschäftsaktivitäten nach. Bei der Präsidentschaftswahl des Jahres 1840 trat er als Wahlmann für die Whig Party an. Er verstarb ungefähr drei Jahre nach dem Ende des Mexikanisch-Amerikanischen Krieges in Wheeler. Sein Leichnam wurde dann auf einem Privatfriedhof auf dem Wheeler Anwesen bestattet.